# I Care
I Care è un singolo della cantante statunitense Beyoncé, pubblicato il 23 marzo 2012 come settimo estratto dal quarto album in studio 4.

## Descrizione
È stata scritta da Beyoncé, Jeff Bhasker e Chad Hugo, mentre la produzione è da attribuire solo a lei e Bhasker. I Care è una power ballad R&B, con dei contenuti anche rock e soul.
La canzone fu inserita nella scaletta dei concerti del 4 Intimate Nights with Beyoncé, al Roseland Ballroom, New York nell'agosto 2011. In quest'occasione la critica elogiò le abilità vocali della cantante e valutò il brano come degno di essere singolo.

## Esibizioni dal vivo
Beyoncé si esibì in I Care per la prima volta il 14 agosto 2011, durante le serate del 4 Intimate Nights with Beyoncé, al Roseland Ballroom, New York. Cantò il brano davanti a 3.500 persone, in un vestito d'oro, insieme alla sua band, le "Mamas". Joycelyn Vena di MTV News commentò l'esibizione di I Care dicendo che: "ha eclissato tutto il resto".

## Classifiche
| Classifica (2011) | Posizione massima |
| ----------------- | ----------------- |
| Portogallo        | 16                |

## Date di pubblicazione
| Paese  | Data di pubblicazione | Formato                |
| ------ | --------------------- | ---------------------- |
| Italia | 23 marzo 2012         | Contemporary hit radio |